# Augsdorf
Augsdorf er en kommune i landkreis Mansfeld-Südharz i den tyske delstat Sachsen-Anhalt.
Augsdorf ligger ca. 6 km sydøst for Hettstedt. Kommunen er med i Verwaltungsgemeinschaft Gerbstedt der har administrationsby i Gerbstedt.